# بشير بن سعيد
بشير بن سعيد (مواليد 29 نوفمبر 1994) هو لاعب كرة قدم تونسي يلعب حاليًا لصالح الاتحاد الرياضي المنستيري و‌منتخب تونس لكرة القدم في مركز حراسة المرمى.